# مانويل بينهو
مانويل بينهو (بالبرتغالية: Manuel Pinho‏) هو اقتصادي وسياسي برتغالي، ولد في 28 أكتوبر 1954 بلشبونة في البرتغال. انتخب عضو مجلس الجمهورية ‏.